# Ain Sifni
Ain Sifni ou Ayn Sifni est une ville située dans la province de Ninive, dans le nord de l'Irak. Elle est peuplée majoritairement de Yazidis.

## Géographie
Ain Sifni est située dans le district d'Al-Shikhan (en), dans le Kurdistan irakien, à environ 35 km au nord-nord-est de Mossoul, et à environ 375 km au nord-nord-ouest de Bagdad.
La ville se trouve dans la Plaine de Ninive.

## Climat
Ain Sifni possède un climat méditerranéen (classification de Köppen Csa). La température moyenne annuelle est de 18,6 °C. La moyenne des précipitations annuelles est de 748 mm.